# Samsung Galaxy Note FE
Das Samsung Galaxy Note FE (Fan Edition) ist ein High-End-Smartphone der Samsung-Galaxy-Reihe, welches von Samsung Electronics hergestellt wurde. Das Samsung Galaxy Note FE wurde am 7. Juli 2017 ohne Event angekündigt und ist seitdem limitiert in den Farben Schwarz und Blau im Handel erhältlich gewesen. Sein Nachfolger ist das Samsung Galaxy Note 8. Der globale Samsung-Modellcode lautet SM-N935F und SM-N935F/DS, wobei das DS für die „Dual-Sim“-Funktion steht.
Das Note FE gleicht dem Vorgänger Samsung Galaxy Note 7, welches durch einen Fehler bei der Akku-Herstellung nicht sicher zu benutzen war, nachdem einige Geräte zu brennen anfingen oder sogar teilweise explodierten. Die Luftfahrtbehörde der Vereinigten Staaten (FAA) sprach am 14. Oktober 2017 ein Verbot für die Mitnahme der Galaxy-Note-7-Geräte an Bord von Flugzeugen aus. Samsung bemühte sich, den Imageschaden zu verringern und rief bereits am 10. Oktober 2017 alle im Markt kursierenden Galaxy Note 7 weltweit zurück. Durch den Druck durch Organisationen, darunter Greenpeace, gab Samsung bekannt, die ungenutzten Teile in einem neuen Gerät zu verbauen, anstatt sie der Verbrennung zuzuführen. Es entstand das Note FE, welches zunächst nur in Korea erhältlich und insgesamt auf 400.000 Stück limitiert war. Die Produktion wurde nach dessen Ausverkauf anschließend eingestellt.

## Technische Daten

### Software
Das Galaxy Note FE wurde ab Werk mit Android 7.1.1 (Nougat) ausgeliefert. Samsung bot Software-Updates an, sodass die Geräte mittlerweile ein Update auf Android 9.0 (Pie) erhalten haben. Zusätzlich veröffentlichte Samsung bis inklusive Android 9 Sicherheitspatches.

### Hardware
Ausgestattet ist das Note FE mit einem USB-C-Ladeanschluss sowie einem Klinkenanschluss. Die Bixby-Taste ist dafür nicht verbaut. Der SIM-Karten-Einschub ist Dual-SIM-fähig. Insgesamt wiegt das Note FE 167g.

#### Display
Das Super-AMOLED-Display ist 5,7 Zoll (14,47 cm) groß und besitzt eine Auflösung von 1440 × 2560 Pixeln. Im Vergleich zum Galaxy Note 7 wurde hier das Samsung-Logo auf der Vorderseite entfernt. Die Pixeldichte beträgt 515 ppi (Pixel-per-inch).

#### Speicher
Samsung hat das Note FE mit 64 Gigabyte (GB) integriertem Speicher ausgestattet. Dieser ist über eine micro-SD-Karte bis zu 256 GB erweiterbar. Darüber hinaus besitzt das Gerät 4 GB Arbeitsspeicher.

#### Prozessor
Beim Prozessor setzt Samsung auf den etwas schwächeren Qualcomm Snapdragon 821, um dem Nachfolger Note 8 den stärkeren Prozessor zu überlassen. Der Prozessor taktet mit 4 Kernen auf 2,3 GHz und mit den restlichen 4 Kernen auf 1,6 GHz. Bei der Grafik kommt der Mali-T880 MP12 von ARM zum Einsatz. Ebenfalls setzte Samsung beim N935DS (Nicht bekannt ob nur im Europäischen Raum) auf den Samsung Exynos 8890, der bereits im Note 7 sowie S7 & S7 Edge zum Einsatz kam.

#### Kamera
Die Hauptkamera besitzt 12 Megapixel (MP) mit einer f/1.7 Blende. Dabei sind Videoaufnahmen bis maximal in 4K bei 30 FPS (Bilder pro Sekunde) möglich. Die Frontkamera besitzt 5,0 MP mit einer f/1.7 Blende. Beide Kameras unterstützen Aufnahmen in HDR.

## Hintergrund
Durch das Dilemma, welches Samsung mit dem Note 7 erleben musste, waren Konsumenten entsprechend zurückhaltend.
Dem Untersuchungsbericht zufolge hatte ein Produktionsfehler am Lithium-Ionen-Akku für die Hitzeentwicklung gesorgt. Es wurden demnach Zellen im oberen Teil des Akkus eingedrückt, da der Akku insgesamt zu groß für das Gehäuse war und so unter Umständen bei der Produktion eingequetscht wurde. Zusätzlich wurde bekannt, dass einer der beiden Akkuhersteller die Akkus nicht korrekt eingeschweißt habe.
Nachdem auch bei Austauschgeräten des Note 7 Meldungen über Flammen und Explosionen auftraten, wurde die Produktion aller Note 7 gestoppt und ein weltweiter Rückruf eingeleitet.
Samsung versicherte beim Note FE und den nachfolgenden Geräten, die Akkus seien einem verbesserten '8-Punkte-Verfahren' unterzogen worden. Hierbei kommen neue Verfahren etc. in der Produktion zum Einsatz.
Von Anfang an stellte Samsung klar, dass der Vertrieb des Note FE in den Vereinigten Staaten von Amerika sowie Indien ausgeschlossen sein würde. Die Gründe dafür sind unklar, aber es ist absehbar, dass die Länder kein unnötiges Risiko eingehen wollten, nachdem der Vorgänger auch auf Flugzeugen für Brände sorgte.
Das Galaxy Note FE hatte am 7. Juli 2017 seinen offiziellen Verkaufsstart, wie ein Poster in einem koreanischen Geschäft vorzeitig vermittelte.
Samsung warb mit Gutscheinen und weiteren Rücknahmeaktionen, um potenzielle Note-Kunden mit einem FE zu versorgen.
In Malaysia wurde das Note FE am 12. Oktober 2017 veröffentlicht.
Samsung Deutschland kündigte an, dass kein Verkauf des Note FE hierzulande stattfinden werde. Man konzentriere sich auf nächste Flaggschiffe und ein Launch sei nicht profitabel.
Unabhängig von den Unfällen um das Note 7 und die Untransparenz über das Note FE, stieg der Aktienwert weiterhin an.